# Emmesomyia tarda
Emmesomyia tarda este o specie de muște din genul Emmesomyia, familia Anthomyiidae. A fost descrisă pentru prima dată de Stein în anul 1913. Conform Catalogue of Life specia Emmesomyia tarda nu are subspecii cunoscute.